# Deyonta Davis
Pour les articles homonymes, voir Davis.
Deyonta Davis, né le 2 décembre 1996 à Muskegon, Michigan, est un joueur américain de basket-ball. Il évolue aux postes d'ailier fort et pivot.

## Biographie
Le 12 avril 2016, il annonce sa candidature à la Draft 2016 de la NBA.
Le 19 mars 2019, il signe un contrat de 10 jours avec les Hawks d'Atlanta. Le 29 mars 2019, il signe un second contrat de 10 jours avec les Hawks d'Atlanta. Le 9 avril 2019, il signe un contrat de plusieurs saisons avec la même franchise. Le 10 juin, il est coupé par les Hawks d'Atlanta.

## Statistiques

### Universitaires
Les statistiques en matchs universitaires de Deyonta Davis sont les suivantes :
| Saison    | Équipe         | Matchs | Titul. | Min./m | % Tir | % 3pts | % LF | Rbds/m. | Pass/m. | Int/m. | Ctr/m. | Pts/m. |
| --------- | -------------- | ------ | ------ | ------ | ----- | ------ | ---- | ------- | ------- | ------ | ------ | ------ |
| 2015-2016 | Michigan State | 35     | 16     | 18,6   | 59,8  | 0,0    | 60,5 | 5,46    | 0,74    | 0,26   | 1,83   | 7,46   |
| Total     |                | 35     | 16     | 18,6   | 59,8  | 0,0    | 60,5 | 5,46    | 0,74    | 0,26   | 1,83   | 7,46   |

## Palmarès
- McDonald's All-American (2015)
- First-team Parade All-American (2015)
- Mr. Basketball of Michigan (2015)
- MHSAA Class A champion (2014)